# Arifin C. Noer
Arifin Chairin Noer né le 10 mars 1941 à Cirebon et mort le 28 mai 1995 à Jakarta, est un réalisateur et écrivain indonésien.

## Biographie
Il a étudié l'administration civile à l'Université Cokroaminoto de Yogyakarta à Yogyakarta, Java cntral et a commencé sa carrière théâtrale au début des années 1960 en tant qu'acteur dans un groupe d'étude à Java central avec W.S. Rendra. Après avoir obtenu son diplôme en 1967, il s'installe à Jakarta et fonde Little Theatre, un laboratoire où lui et d'autres acteurs peuvent expérimenter en utilisant le modèle de l'atelier, mettant l'accent sur la personne dans son ensemble, tel qu'introduit par W.S. Rendra, mais Noer s'est concentré sur l'aspect pratique de la culture des talents d'acteur. Selon la  Columbia Encyclopedia of Modern Drama , il était un dramaturge et réalisateur prolifique des années 1970 jusqu'à sa mort en 1995, réalisant toutes ses pièces originales, y compris son œuvre la plus connue,  eaching Out en 1970.
Ses scénarios ont remporté de nombreux prix, dont Pemberang, qui a remporté le trophée Golden Harvest du meilleur dialogue au Film Festival Asia (FFA) en 1972, Rio Anakku (1973), Melawan Badai (1974), Pengkhianatan G30S/PKI (1984), et Taksi (1990) qui a reçu des prix Citra au Festival du film indonésien (FFI). Des traductions de ses pièces sont parues dans plusieurs langues, dont l'anglais, le français, le suédois et le chinois,.
En 1972-1973, il a participé à l'atelier des écrivains de l'Iowa, un programme international d'écriture aux États-Unis.
Il a reçu le prix des écrivains de l'Asie du Sud-Est en 1990. Deux ans plus tard, son film  Bibir Mer  a été soumis pour examen en tant qu'entrée indonésienne pour l'oscar du meilleur film en langue étrangère.